# NGC 7236
NGC 7236 ist eine elliptische Galaxie mit aktivem Galaxienkern vom Hubble-Typ E-S0 im Sternbild Pegasus am Nordsternhimmel. Sie ist schätzungsweise 359 Millionen Lichtjahre von der Milchstraße entfernt und hat einen Durchmesser von etwa 60.000 Lichtjahren. Gemeinsam mit NGC 7237 und NGC 7237C bildet sie das Galaxientriplett Arp 169 oder KPG 564.
Halton Arp gliederte seinen Katalog ungewöhnlicher Galaxien nach rein morphologischen Kriterien in Gruppen. Diese Galaxie gehört zu der Klasse Galaxien mit diffusen Gegenarmen.
Das Objekt wurde am 25. August 1864 von dem Astronomen Albert Marth mithilfe eines 80-cm-Teleskops entdeckt.